# Клан Маккаллум

Емблема (хрест) клану Малколм.

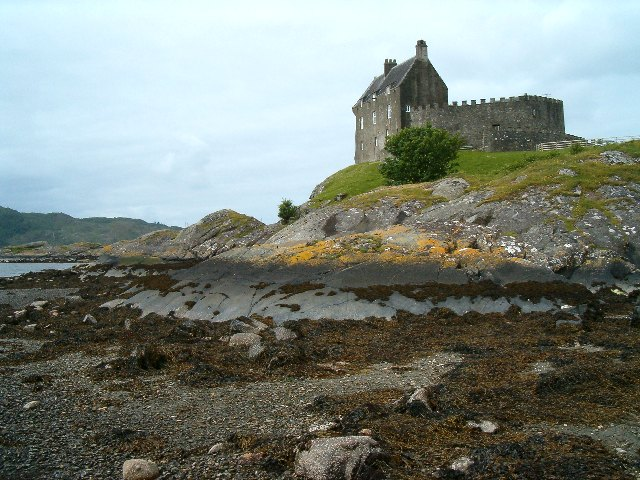
Замок Дантрун — замок клану Маккаллум.

Клан Маккаллум — (шотл. — Clan MacCallum) — він же: клан Малколм або Малькольм (гельск. — Clan Malcolm) — один з кланів гірської Шотландії (Гайленд). До XVIII століття Клан Маккаллум був окремим кланом зі своїм вождем, але потім клани МакКалум і Малколм злилися. Вождь клану Маккаллум прийняв ім'я Малколм і успадкував нерухомість клану Малколм.
Гасло клану: «In ardua tendit!» — «На подолання важкого!»
Символ клану: гірська горобина

## Історія кланів Маккаллум і Малколм

### Походження
Назва клану Маккаллум походить від гельського Mac Ghille Chaluim — Мак Гілле Халіум , син або учень святого Колумби. Перші люди з клану Маккаллум оселилися в Лорн наприкінці ХІІІ століття. Була версія, що назви Маккаллум і Малколм є різними варіантами однієї і тієї ж назви. Але історик Ян Грімбл (шотл. — Ian Grimble) з цим категорично не погоджується. Він стверджує, що ім'я Колм (Холм) було здавна поширене серед кельтів. Ім'я Малколм стає прізвищем вже в XIV столітті Дамбартонширі та Стірлінгширі. Ім'я Малколм було іменем чотирьох королів Шотландії.

### XV—XVII століття
У 1414 році Роналд МакКауллум Корбаррон (шотл. — Ronald MacCaullum Corbarron) був призначений констеблем замку Крайгніх (шотл. — Craignish Castle).
У травні 1562 року Дональд МакГіллспай Віх О'Каллум (шотл. — Donald McGillespie Vich O'Challum) отримав грамоту на володіння землями Полталлох (гельск. — Poltalloch) в парафії Кілмартін (гельск. — Kilmartin) в графстві Аргайл від Дункана Кемпбелла Дунтруна.
Преподобний Арчібальд Маккаллум (шотл. — Arhibald MacCallum) переклав Біблію гельською мовою. У 1642 році він став спадкоємцем свого двоюрідного брата, став четвертим лердом Полталлох. Його син Захарій Маккаллум (шотл. — Zachary MacCallum) здобув освіту в університеті Святого Андрія і був відомим майстерним фехтувальником.
Молодший брат Захарія — Дункан мав сина — Ніла Маккаллума, що служив на флоті Франції і, як кажуть, був батьком відомого французького діяча Луї-Жозефа де Монткам. Захарія був прибічником маркіза Аргайла, що був убитий в 1647 році людьми сера Олександра МакДональда Едерлайна. Після вбивства сімох ворогів Закарія Маккаллум пішов до сера Олександр МакДональда, що був би його восьмий вбитим ворогом, але в той день йому не пощастило. зустрітися з черговим ворогом і здійснити помсту.
Джон Малкольм Балбедай був камергером Файф під час правління короля Карла I. У Джона Малкольма Балбедай було чотири сини: сер Джон Малкольм, що був нагороджений титулом баронета Нової Шотландії, Олександр Малкольм — лорд Лохор — став суддею, Джеймс Малкольм, що воював за Джона Грема — І віконта Данді в битві при Кіллікранкі (шотл. — Killiecrankie) і Майкл Малкольм.

### XVIII— ХІХ століття
Наприкінці XVIII століття у 1779 році вождь клану Маккаллум змінив назву клану та своє прізвище на Малколм і успадкував всі маєтки клану Малколм.
Адмірал сер Пултені Малкольм (шотл. — Sir Pulteney Malcolm) був головнокомандувачем військ на острові Святої Єлени і охороняв полоненого на острові Наполеона, був капітаном корабля «Королівський Дуб».
Джон Вінгвілд Малколм Полталлох став лордом Малколм у 1896 році. Він помер у 1902 році. Він же був останнім пером Малколм. Його брат успадкував титул вождя та ім'я Малколм Полталлох.
Клан прославився морськими офіцерами та офіцерами британської армії у XVIII — ХІХ століттях. Сер Ян Малколм був обраний членом парламенту у 1919 році.

## Вождь клану
Нинішнім вождем клану є Робін Н. Л. Малколм Полталлох (шотл. — Robin N. L. Malcolm Poltalloch).

## Замки клану
- Замок Дунтрун (шотл. — Duntrune Castle) — розташований на північному березі озера Лох Крінан. Замок побудований у ХІІІ столітті. Має L-подібний план та вежу, оточений стіною. Був відреставрований та реконструйований у 1830 році. Замком володів клан Кемпбелл, але у 1792 році замок був проданий клану Малколм Полталлох і він до цього часу цим замком володіє.
- Замок Полталлох (шотл. — Poltalloch Castle) — розташований у двох милях на північних захід від Кілмартін в Аргайлі. Спочатку належав клану Кемпбелл, але став власністю клану Малколм у 1562 році. Замок був реконструйований у 1830 році.
- Замок Лохор (шотл. — Lochore Castle) — від нього лишилися одні руїни. Збудований у XIV столітті. Розташований на острові на озері. Замком володів клан Вардлав Торрі (шотл. — Wardlaw Torrie), а потім став власністю гілки Малколм Балбеді (шотл. — Malcolm Balbedie).